# Fome de 1945 no Vietnã

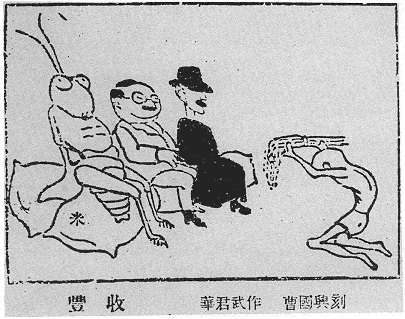
Hua Junwu,’Bumper Harvest’ The sack is labeled ‘rice'. From JFRB, 3 November 1944

A Fome do Vietnã em 1944-45 foi um momento do final da Segunda Guerra Mundial que foi diretamente dada pela invasão japonesa em terras vietnamitas vividas em meio ao caos que ali houvera se instalado. A relação entre japoneses e franceses mudaram rapidamente depois que o exercito alemão começou a recuar rapidamente do território francês. O que fez com que o Japão perdesse substancialmente a confiança na França e portanto, nas autoridades francesas localizadas no Vietnã. Em 9 de março de 1945 o Japão então detêm o território vietnamita  e portanto, o Império do Vietnã. O Japão portanto, constrangeu a Indochina Francesa a fornecer grãos e arroz para os invasores japoneses. Em regiões onde a fome era estabelecida de forma substancial, como no Vietnã, Cambodja e Laos, haviam em torno de 10 milhões de habitantes - sendo que 2 milhões dentre esses habitantes locais morreram por conta da fome. Em paralelo, a Viet Minh toma frente da situação e em março de 1945 a população faminta de Indochineses Franceses resolvem atacar os armazéns junto da Liga de Independência do Vietnã. Além dos conflitos com a fome, os povos da ainda Indochina Francesa tiverem vários outros conflitos que se estenderam até 1975 com o fim da Guerra do Vietnã, que sucedeu a Primeira Guerra da Indochina.